# 凱內杜古省
凱內杜古省（法語：Kénédougou）是布基納法索上盆地大區西部的一個省，面積8,137平方公里。2006年人口283,463人。首府奧羅達拉。
本區下轄十縣。